# Pioggia gelata

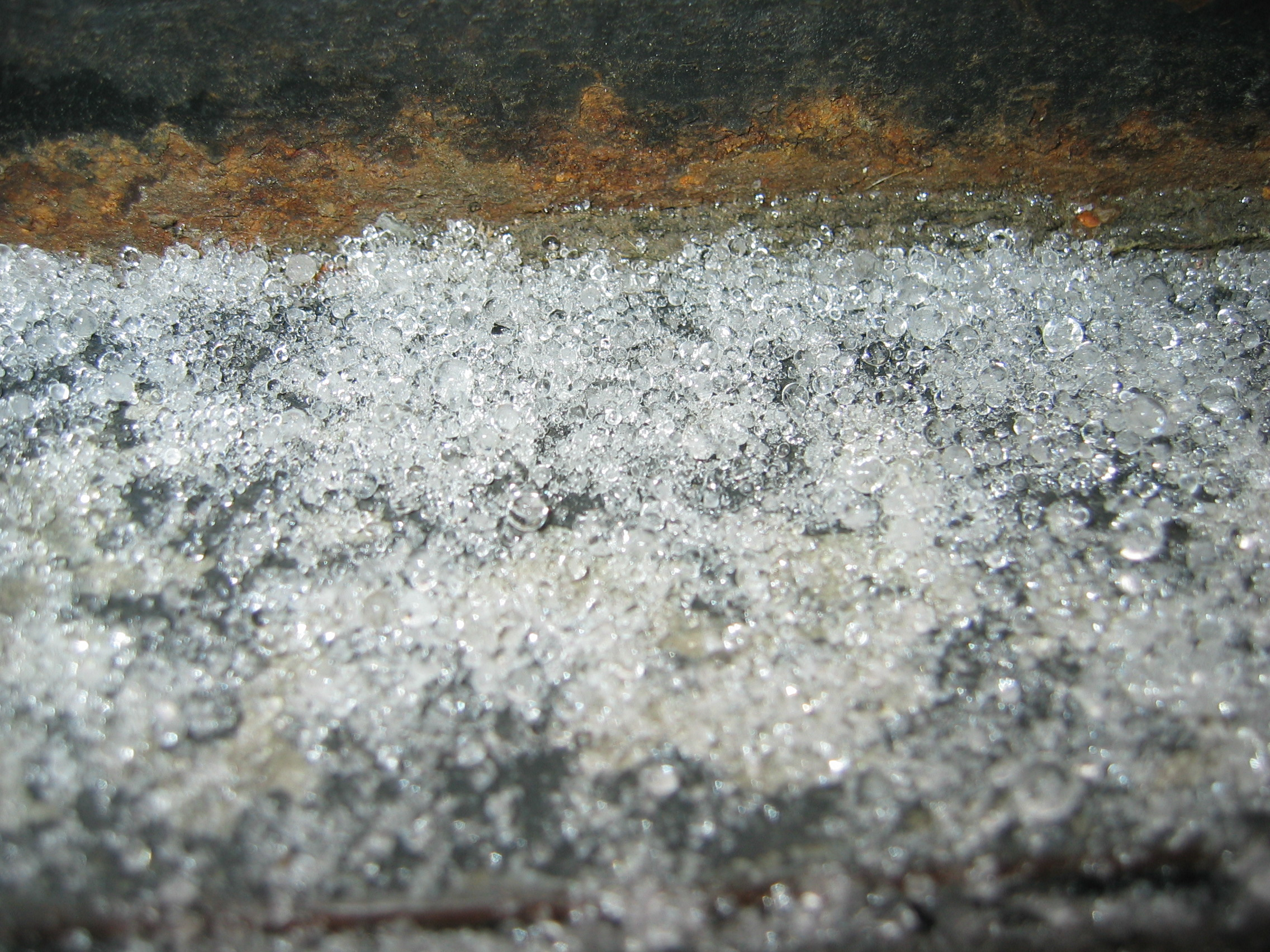
Granelli di pioggia gelata

In meteorologia la pioggia gelata è una forma di precipitazione atmosferica solida formata da palline di ghiaccio omogeneo dure, che cadono da una nube (generalmente altostrati o nembostrati).

## Descrizione
Le palline di pioggia gelata sono di solito sferoidali o di forma irregolare, raramente conica. Il loro diametro è minore di 5 mm. Non sono facilmente frantumabili e rimbalzano con un suono caratteristico.
A differenza della grandine e della gragnola, le palline non hanno un nucleo. Le palline possono essere in parte liquide, la loro densità è di solito vicina o leggermente superiore a quella del ghiaccio (0,92 g/cm3).
Le palline della pioggia gelata si formano dai fiocchi di neve che attraversano uno strato di aria con temperatura di poco superiore a 0 °C, sciogliendosi in parte ma conservando tracce della struttura cristallina del fiocco. Queste gocce rimangono nello stato di sopraffusione ma, se incontrano uno strato d'aria con temperatura inferiore a 0 °C, possono ricongelare.
Questa precipitazione è spesso intermedia tra la pioggia e la pioggia congelantesi.

## In Italia
Il fenomeno della pioggia gelata è frequente in Pianura Padana e in Toscana, soprattutto sui rilievi, quando correnti calde alle medie quote si insinuano sopra lo strato di aria fredda più pesante che resiste al suolo, noto come cuscino freddo, dove la temperatura resiste al di sotto dello 0 °C.

## Nomenclatura
Non è sempre distinta dalla gragnola.
Ciro Chistoni e Alessandro Malladra notarono, durante una discesa nel Vesuvio il 26 aprile 1917, aiutandosi con una lente d'ingrandimento, una precipitazione costituita da corpuscoli di ghiaccio, faccettati e angolosi (non propriamente sferici o semisferici, com'è consueto nella pioggia gelata), di diametro compreso tra 0,25 mm e 0,5 mm, privi di nucleo interno, che rimanevano intatti per circa 25 secondi, mescolati a stelle di neve, esagonali, semplici e trasparenti e a nevischio minutissimo, di diametro inferiore a 1 mm; il fenomeno durò quattro minuti; lo scienziato lombardo ipotizzò che si trattasse di corpuscoli con un nucleo cristallino trasparente di sale sublimato, dapprima rivestito di ghiaccio e successivamente completamente disciolto nell'acqua di fusione.

## METAR
Il codice METAR per la pioggia gelata è PL.